# Georges Henri Eppler
Georges Henri Eppler, né le 15 juillet 1764 à Strasbourg (Bas-Rhin), mort le 2 avril 1806 à Altkirch (Bas-Rhin), est un général français de la révolution et de l’Empire.

## États de service
Il reçoit le titre de soldat le 31 mai 1774 au régiment de Salis-Grison suisse, au milieu duquel il est né.
Il prend son congé le 30 mars 1786, et il entre de nouveau sous les drapeaux le 15 octobre 1786 au régiment suisse de Salis-Samade, où il devient caporal le 22 mars 1787, sergent le 23 septembre 1787, et sergent-major le 1ermai 1788. 
Le 25 septembre 1792, il est licencié avec son régiment, et il est promu le 1er octobre 1792, sous-lieutenant dans la 1re compagnie franche de la Dordogne, compagnie qu’il a formé lui-même d’après l’ordre du général Biron. Il fait la campagne de 1793, à l’avant-garde de l’armée du Rhin, et le 10 vendémiaire an II (1er octobre 1793), il est nommé capitaine, et incorporé avec sa compagnie dans le 14ebataillon bis d’infanterie légère.
Il est nommé chef de bataillon à la 14e légère le 7 messidor an II (25 juin 1794), il se distingue le 14 messidor à l’attaque de la montagne dite « Saukopf », près de Neustadt, et le 25 messidor il est à l’attaque de la montagne du Plattberg, prise d’assaut malgré la résistance de 6 000 Prussiens. Il assiste à un grand nombre de combats et à la bataille d’Ettingen, livrée le 3 thermidor an IV (21 juillet 1796). Le 5 thermidor, il passe la Lech près d’Augsbourg, enlève deux pièces à l’ennemi et fait prisonniers les canonniers qui les servaient.
En l’an V, il se rend à l’armée d’Italie, il se distingue aux passages de la Piave et du Tagliamento le 26 ventôse an V (16 mars 1797), puis il fait partie de l’armée de Rome, avant de rejoindre Toulon pour s’embarquer avec les troupes destinées à l’expédition d’Égypte. Il concourt à la prise de Naples le 23 prairial an VI (11 juin 1798), et il est attaché, après le débarquement près d’Alexandrie, à la division du général Desaix. Après s’être emparé du Caire, Desaix eut la mission de soumettre tous les villages du Fayoum, et pendant les opérations dans les autres provinces, il laisse 390 hommes à Fayoum sous le commandement d’Eppler. Lorsque 5 000 mamelucks et Arabes, suivis d’un grand nombre de paysans pénètrent de toutes parts dans la ville, il est forcé de se replier dans la cour de l’ambulance. Là, il divise sa troupe en deux colonnes, prend le commandement de la première, s’avance sur l’ennemi la baïonnette au bout du fusil, le culbute, le chasse de la ville et l’oblige à laisser sur le champ de bataille 200 morts et 200 blessés. Pour ce brillant fait d’armes, le général en chef le nomme chef de brigade et commandant du 21e régiment d’infanterie légère le 8 brumaire an VII (29 octobre 1798) .
Il fait preuve de talent et de courage aux batailles de Samanhoud le 22 janvier 1799, de Coptos et de Bénout le 8 mars 1799, et d’Héliopolis le 20 mars 1800. Il est promu général de brigade le 7 floréal an IX ( 27 avril 1801), et il est chargé de la défense des approches d’Alexandrie en août-septembre 1801, pendant le blocus de cette ville, où il est blessé à la main gauche qui le prive de trois doigts. 
De retour en France, en l’an XI, il fait partie de l’armée du général Ney qui combat contre les insurgés en république helvétique. En l’an XII, il est employé au camp de Bruges, et il est fait chevalier de la Légion d’honneur le 19 frimaire an XII (11 décembre 1803) et commandeur de l’ordre le 25 prairial an XII (14 juin 1804).
Le 11 frimaire an XIV (2 décembre 1805), il combat valeureusement à la bataille d'Austerlitz. Il meurt le 2 avril 1806, épuisé par les fatigues de la guerre à Altkirch.

## Sources
- (en) « Generals Who Served in the French Army during the Period 1789 - 1814: Eberle to Exelmans »
- Thierry Pouliquen, « Les généraux français et étrangers ayant servis [sic] dans la Grande Armée » (consulté le 14 octobre 2013)
- « Cote LH/899/52 », base Léonore, ministère français de la Culture
- A. Lievyns, Jean Maurice Verdot, Pierre Bégat, Fastes de la Légion-d'honneur, biographie de tous les décorés accompagnée de l'histoire législative et réglementaire de l'ordre, Bureau de l’administration, 1844, 529 p. (lire en ligne), p. 145.